# Soufian Benyamina
Soufian Benyamina (* 2. März 1990 in West-Berlin) ist ein deutsch-algerischer Fußballspieler. Er ist der jüngere Bruder von Karim Benyamina.

## Karriere
Sein erster Verein waren die Reinickendorfer Füchse. Danach spielte er u. a. bei MSV Normannia 08, Nordberliner SC, Tasmania Gropiusstadt, Hertha BSC und dann ging es zur A-Jugend des 1. FC Union Berlin. Er wechselte zur Saison 2009/10 zum Drittligisten FC Carl Zeiss Jena, bei dem er zunächst für die zweite Mannschaft eingeplant war. Aufgrund guter Trainingsleistungen kam er am zweiten Spieltag der 3. Liga zu seinem Debüt in der ersten Mannschaft, als er in der 81. Spielminute für Salvatore Amirante eingewechselt wurde. Und auch am folgenden Spieltag beim 6:0 gegen die zweite Mannschaft des FC Bayern München kam er zu einem Kurzeinsatz.
Nach der Saison 2009/10 wechselte er zur zweiten Mannschaft des VfB Stuttgart, bei dem er einen Dreijahresvertrag unterschrieb. Am 8. Dezember 2012 debütierte Soufian Benyamina beim 3:1-Heimsieg gegen den FC Schalke 04 unter Trainer Bruno Labbadia für die erste Mannschaft der Stuttgarter in der Bundesliga. Am 19. Januar 2013 absolvierte Benyamina gegen den VfL Wolfsburg ein weiteres Spiel für die Bundesligamannschaft der Stuttgarter. Nachdem er in den verbleibenden Spielen der Saison 2012/13 wieder in der 3. Liga für den VfB II spielte, wurde sein auslaufender Vertrag nicht verlängert.
Zur Saison 2013/14 wechselte er zum Zweitligisten Dynamo Dresden. In der 2. Bundesliga debütierte er am 29. Juli 2013 (2. Spieltag) beim 1:1 der Dresdner beim VfL Bochum.
In der Winterpause der Saison 2013/14 wechselte Benyamina leihweise zum Drittligisten Preußen Münster und zur Saison 2014/15 zum SV Wehen Wiesbaden, den er aber nach bereits einem Jahr wieder verließ. Sein neuer Verein wurde der Drittligist Hansa Rostock.
Sein Debüt an Bord Kogge datiert den 5. September 2015. Benyamina wurde über die volle Distanz von 90 Minuten beim Auswärtsspiel in Aue eingesetzt. Einen Spieltag später, beim Heimspiel gegen Energie Cottbus (1:1), gelang ihm sein erstes Liga-Tor für Hansa. Per Kopf traf er in der 65. Minute. Benyamina bestritt alle weiteren Drittligaspiele für die Norddeutschen im Jahr 2015 und erzielte hierbei zwei weitere Treffer. In der Winterpause der Saison 2015/16 erlitt er während eines Testspiels im Trainingslager im türkischen Lara gegen die U-23 von Fortuna Düsseldorf einen Schienbeinbruch. Für Benyamina bedeutete dies das Ende der Saison. Am 1. Spieltag der Saison 2016/17 kam er zu seinem nächsten Einsatz für Hansa Rostock. Sein Trainer Christian Brand wechselte Benyamina in der 72. Minute beim Auswärtsspiel in Regensburg (0:2) für Marcel Ziemer ein. Seine Schienbeinverletzung zwang ihn zu einer erneuten Zwangspause. Diese wurde am 8. Oktober 2017 beendet, Benyamina wurde im Landespokal Mecklenburg-Vorpommerns in der 2. Runde gegen den SV Plate zur zweite Halbzeit eingewechselt. Er traf zum 8:0-Endstand per Elfmeter in der 90. Minute. Im weiteren Verlauf der Saison 2016/17 brachte es Benyamina auf insgesamt 20 Drittligaeinsätze und zusammen vier Tore. In der Folgesaison stand er 35 Mal für die Rostocker auf dem Platz und konnte 11 Treffer verbuchen.
Drei Mal wurde er mit Hansa Landespokalsieger. Benyamina brachte es in Rostock insgesamt auf 82 Pflichtspieleinsätze, in denen er vierundzwanzigmal zwischen die Pfosten traf. Trotz eines frühzeitigen Vertragsangebots seitens des Vereins Hansa Rostock, kam eine Verlängerung des Kontrakts zwischen Benyamina und der Kogge nicht zustande. Benyamina zog es stattdessen zum polnischen Erstligisten Pogoń Stettin und unterschrieb dort einen Vertrag über zwei Jahre.
In einem Testspiel seines neuen Vereins gegen den polnischen Drittligisten Błękitni Stargard verletzte sich Benyamina schwer. Festgestellt wurde ein dreifacher Schädelbruch. Aufgrund dieser Verletzung debütierte Benyamina erst am 3. Dezember, dem 17. Spieltag, gegen Piast Gliwice für seinen neuen Arbeitgeber. In der 67. Minute wurde er für Radoslaw Majewski eingewechselt. Bis zum Saisonende brachte es der Stürmer auf insgesamt 15 Einsätze und zwei Tore und erreichte mit Stettin den siebten Tabellenplatz. In der Folgesaison verringerte sich die Summe seiner Einsätze auf zehn. Einen weiteren Torerfolg konnte Benyamina schließlich nicht mehr verbuchen. Seinen einzigen Einsatz im Polnischen Pokal gab er am 25. September 2020 im Spiel gegen Stal Rzeszów, welches mit 1:0 gewonnen wurde. Mit dem Ende der Saison- es wurde Tabellenrang sechs erreicht- lief Benyaminas Arbeitsvertrag in Stettin aus.
Zur Saison 2020/21 schloss sich Benyamina dem Drittliga-Aufsteiger VfB Lübeck an. Unter dem Cheftrainer Rolf Martin Landerl kam er zu 24 Ligaeinsätzen (9-mal von Beginn), in denen er 3 Tore erzielte. Am Saisonende stieg der VfB wieder in die Regionalliga Nord ab, woraufhin Benyamina den Verein mit seinem Vertragsende verließ.
Es folgte ein Wechsel zum Drittligaaufsteiger FC Viktoria 1889 Berlin, wo er einen bis 2023 gültigen Vertrag erhielt. Auch mit den Berlinern stieg Benyamina ab und verließ in der Folge den Verein.
Im September 2022 unterschrieb Benyamina einen Vertrag beim Regionalliga-Nordost-Aufsteiger Greifswalder FC. In der Saison 2023/24 wurde er mit den Vorpommern Vize-Meister hinter Energie Cottbus und verpasste nur knapp den Aufstieg zur 3. Liga. Außerdem gelang der Gewinn des Landespokals. In der Spielzeit 2024/25 schloss er mit dem Greifswalder FC auf Platz 6 ab und wurde mit 17 Treffern zweitbester Torschütze der Liga.

## Erfolge
- Landespokalsieger Mecklenburg-Vorpommern: 2015/16, 2016/17 und 2017/18 (mit Hansa Rostock), 2023/24 (mit dem Greifswalder FC)
- Landespokalsieger Westfalen: 2013/24 mit Preußen Münster
- Landespokalsieger Berlin: 2021/22 mit Viktoria Berlin